# Sainte-Opportune
Sainte-Opportune è un comune francese di 239 abitanti situato nel dipartimento dell'Orne nella regione della Normandia.

## Società

### Evoluzione demografica
Abitanti censiti